# Городок (В'язєвська волость)
Городок (рос. Городок) — присілок в Дєдовицькому районі Псковської області Російської Федерації.
Населення становить 23 особи. Входить до складу муніципального утворення В'язєвська волость.

## Історія
Від 2015 року входить до складу муніципального утворення В'язєвська волость.

## Населення
| 2001 | 2002 | 2010 |
| ---- | ---- | ---- |
| 38   | ↘35  | ↘23  |